# 21. Feld-Division
21. Feld-Division foi uma divisão de campo da Luftwaffe que prestou serviço durante a Segunda Guerra Mundial, combatendo com a Heer. A sua área de operações situava-se na Rússia. Parte desta divisão ficou destacada para vir a formar a 22. Feld-Division, contudo isto veio a não ser possível devido ao desenrolar da guerra, o que fez com que a décima segunda divisão nunca foi criada.

## Comandantes
- Richard Schimpf, 1 de Outubro de 1942 - 12 de Outubro de 1943[2]
- Rudolf-Eduard Licht, 12 Outubro de 1943 - 1 de Novembro de 1943[2]